# Cordon (Haute-Savoie)
Pour les articles homonymes, voir Cordon.
Cordon est une commune française située dans le département de la Haute-Savoie, en région Auvergne-Rhône-Alpes.
En raison de la vue panoramique sur le massif du Mont-Blanc, ce village est parfois surnommé le « balcon du mont Blanc ». Ses habitants sont les Cordonnants.

## Géographie

### Localisation

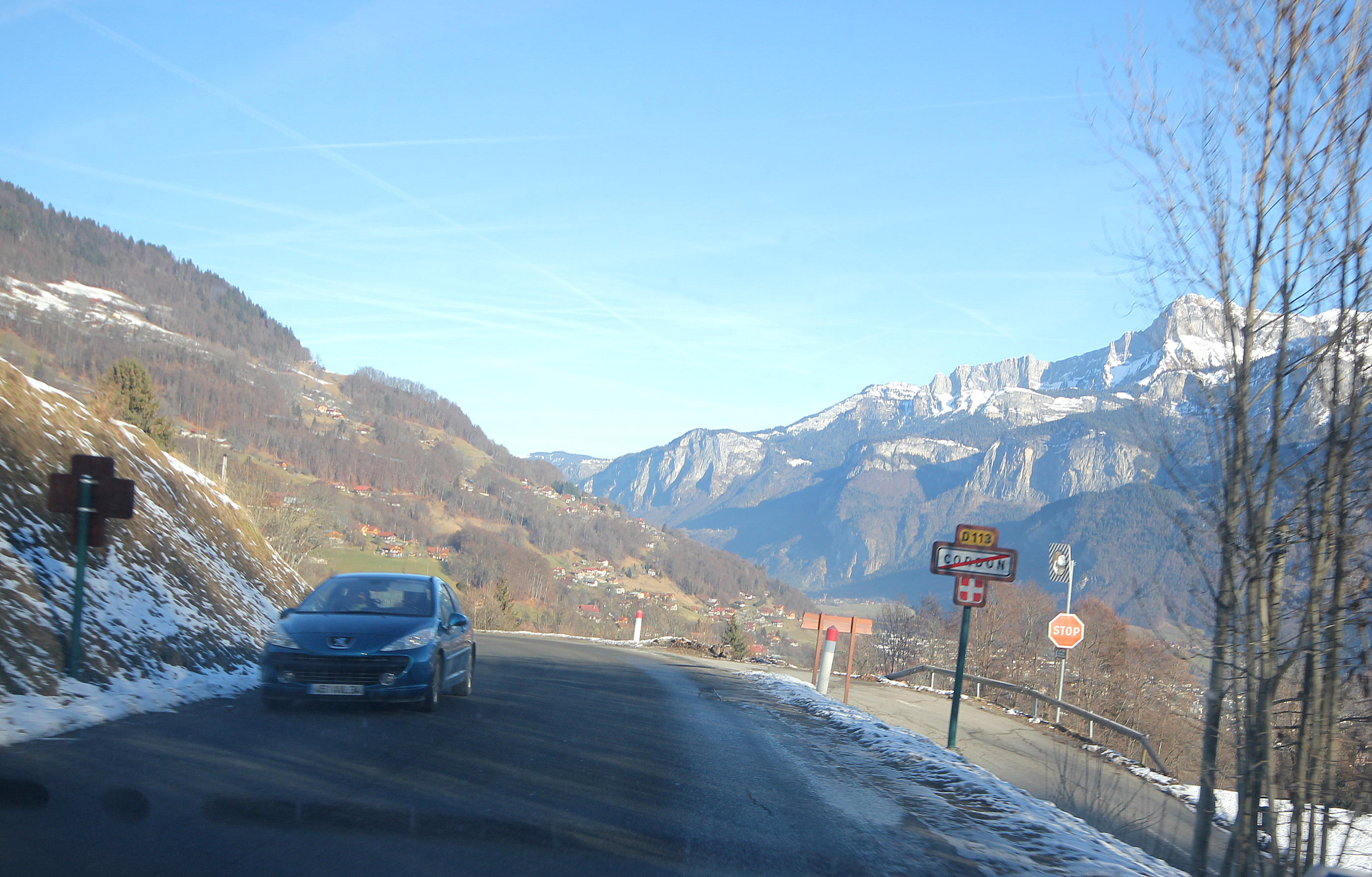
La RD113 à la sortie de Cordon.

#### Communes limitrophes
Les communes limitrophes sont La Giettaz, La Clusaz et Sallanches.

### Géologie et relief
La superficie de la commune est de 2 235 hectares ; son altitude varie de 580  à   2 537 mètres.
La station de ski est située à une altitude de 1 000  à   1 600 mètres.
Cordon est dominé par le Croise Baulet (2 236 m) montagne que l'on peut grimper en environ trois heures à pied et qui symbolise avec la pointe Percée les massifs chargés d'histoire des Aravis.
Son point culminant se trouve dans les Aravis tête pelouse 2537m l accès se fait par le couloir des Confins.

### Hydrographie
Cordon est drainé par plusieurs cours d'eau qui confluent pour former le torrent de la Croix.
Celui-ci est un affluent de la Sallanche, qui forme en partie la limite nord du territoire communal, et qui est un sous-affluent du Rhône par l'Arve.

### Climat
La commune s’étage sur un dénivelé de 1940 m (entre les cotes 580 et 2520 m).

## Urbanisme

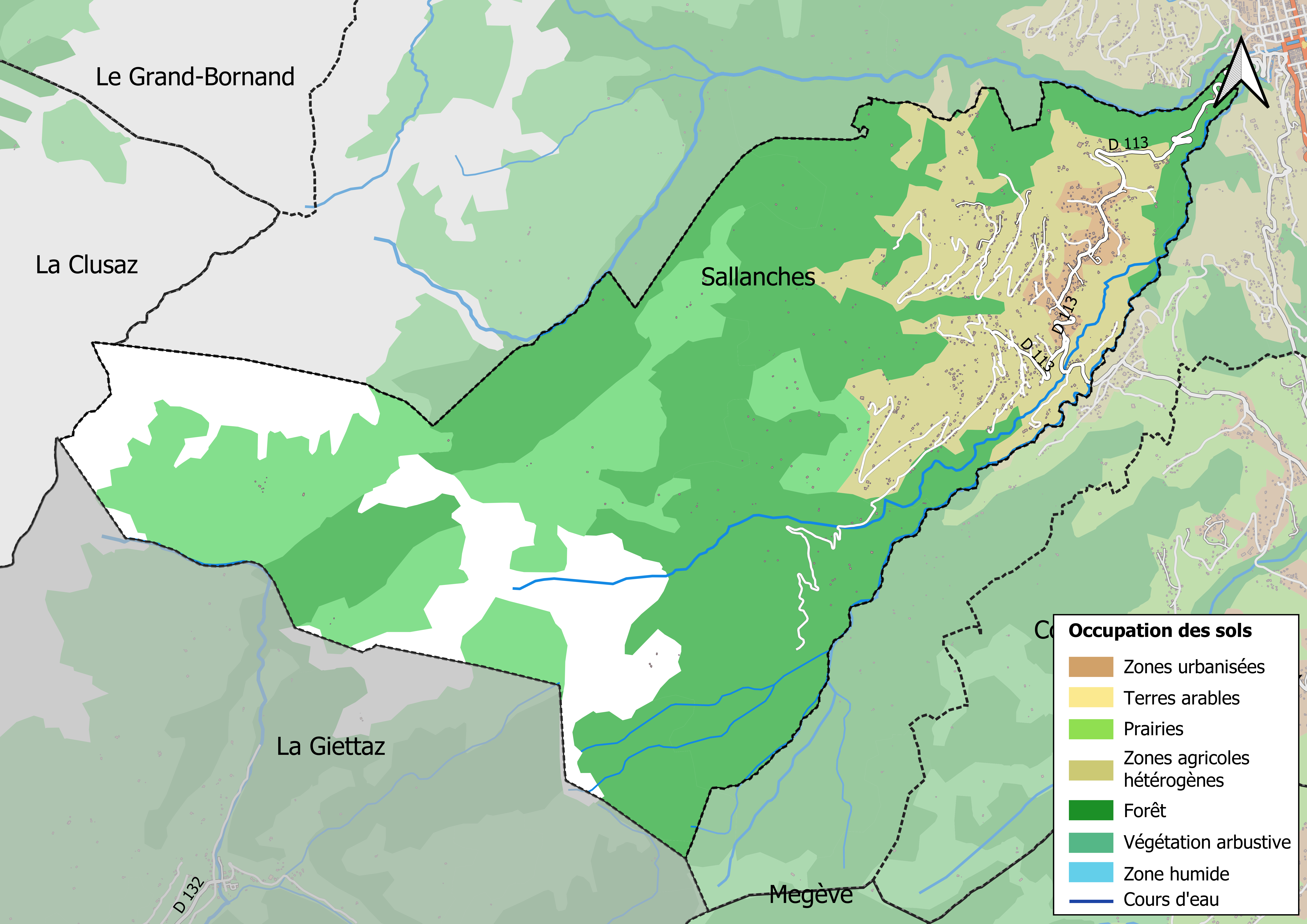
Carte des infrastructures et de l'occupation des sols en 2018 (CLC) de la commune.

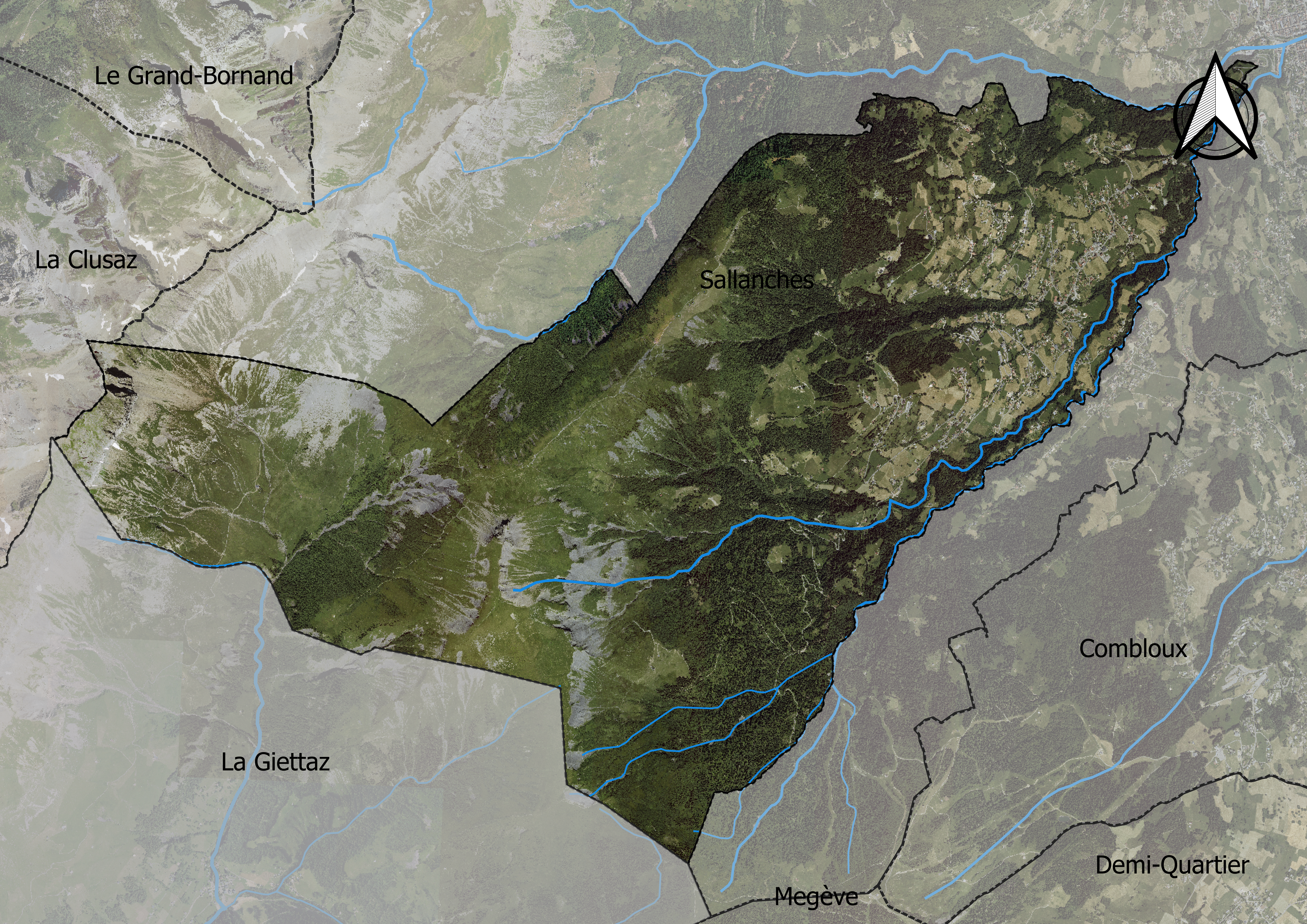
Carte orthophotogrammétrique de la commune.

### Typologie
Au 1er janvier 2024, Cordon est catégorisée bourg rural, selon la nouvelle grille communale de densité à sept niveaux définie par l'Insee en 2022.
Elle appartient à l'unité urbaine de Sallanches, une agglomération inter-départementale regroupant douze  communes, dont elle est une commune de la banlieue,,. Par ailleurs la commune fait partie de l'aire d'attraction de Sallanches, dont elle est une commune de la couronne,. Cette aire, qui regroupe 4 communes, est catégorisée dans les aires de moins de 50 000 habitants,.

### Occupation des sols
L'occupation des sols de la commune, telle qu'elle ressort de la base de données européenne d’occupation biophysique des sols Corine Land Cover (CLC), est marquée par l'importance des forêts et milieux semi-naturels (82,2 % en 2018), en diminution par rapport à 1990 (83,4 %). La répartition détaillée en 2018 est la suivante : 
forêts (47,2 %), milieux à végétation arbustive et/ou herbacée (20,8 %), zones agricoles hétérogènes (14,5 %), espaces ouverts, sans ou avec peu de végétation (14,2 %), zones urbanisées (3,4 %).
L'IGN met par ailleurs à disposition un outil en ligne permettant de comparer l’évolution dans le temps de l’occupation des sols de la commune (ou de territoires à des échelles différentes). Plusieurs époques sont accessibles sous forme de cartes ou photos aériennes : la carte de Cassini (XVIIIe siècle), la carte d'état-major (1820-1866) et la période actuelle (1950 à aujourd'hui).

### Habitat et logement
En 2020, le nombre total de logements dans la commune était de 1 287, alors qu'il était de 1 213 en 2015 et de 1 190 en 2010.
Parmi ces logements, 35,6 % étaient des résidences principales, 63,2 % des résidences secondaires et 1,2 % des logements vacants. Ces logements étaient pour 41,3 % d'entre eux des maisons individuelles et pour 58,7 % des appartements.
Le tableau ci-dessous présente la typologie des logements à Cordon en 2020 en comparaison avec celle de la Haute-Savoie et de la France entière. Une caractéristique marquante du parc de logements est ainsi une proportion de résidences secondaires et logements occasionnels (63,2 %) très supérieure à celle du département (23,7 %) et à celle de la France entière (9,7 %). Concernant le statut d'occupation de ces logements, 68,1 % des habitants de la commune sont propriétaires de leur logement (67,3 % en 2015), contre 60,2 % pour la Haute-Savoie et 57,5 pour la France entière.
| Typologie                                               | Cordon | Haute-Savoie | France entière |
| ------------------------------------------------------- | ------ | ------------ | -------------- |
| Résidences principales (en %)                           | 35,6   | 69,8         | 82,1           |
| Résidences secondaires et logements occasionnels (en %) | 63,2   | 23,7         | 9,7            |
| Logements vacants (en %)                                | 1,2    | 6,5          | 8,2            |

### Voies de communication et transports
Pour venir de la vallée de Sallanches (avec gare TGV) il faut emprunter une route sinueuse, longue de 7 km, qui monte rapidement.
À peu près à la même altitude, Combloux est à 6 km. On peut ensuite rejoindre les différentes villes telles que Megève (12 km, dix minutes en voiture), Saint-Gervais-les-Bains.
En passant par Sallanches, on peut accéder au Plateau d'Assy, ou bien par l'autoroute Blanche :
- vers le nord Cluses, Annecy, Genève (60 km) et la Suisse ;
- et vers le sud vers Chamonix (35 km) et le tunnel du Mont-Blanc avec l’Italie. Courmayeur  (Vallée d'Aoste) est à 50 km (nombre de kilomètres en partant de la mairie de Cordon).

## Toponymie
Le toponyme Cordon provient du mot patois écordza qui désigne une « courroie, lanière, fouet » et du suffixe diminutif -on, pouvant ainsi désigner « désigner un terrain étroit et allongé, une gorge ou un vallon étroit, au sens ancien de corde ». Cordon peut également être une « rangée, bordure ».
En francoprovençal, le nom de la commune s'écrit Kordon, selon la graphie de Conflans.

## Histoire
La paroisse de Cordon, typiquement baroque, a été bâtie en 1781 après une lutte de plusieurs années des Cordonnants contre la Collégiale de Sallanches pour disposer de leur propre lieu de culte. C'est la dernière église bâtie en pays de Savoie avant la Révolution Française. Elle est classée "monument historique" depuis 2003".

## Politique et administration

### Rattachements administratifs et électoraux

#### Rattachements administratifs
La commune se trouve  dans l'arrondissement de Bonneville du département de la Haute-Savoie.
Elle faisait partie du canton de Sallanches. Dans le cadre du redécoupage cantonal de 2014 en France, cette circonscription administrative territoriale a disparu, et le canton n'est plus qu'une circonscription électorale.

#### Rattachements électoraux
Pour les élections départementales, la commune fait partie depuis 2014 d'un nouveau canton de Sallanches, porté de 7 à 9 communes
Pour l'élection des députés, elle fait partie de la sixième circonscription de la Haute-Savoie (créée en 2009).

### Intercommunalité
Cordon était membre du Syndicat mixte du Pays du Mont-Blanc, un établissement public de coopération intercommunale (EPCI) créé sous le statut de SIVOM et  auquel la commune avait transféré un certain nombre de ses compétences, dans les conditions déterminées par le code général des collectivités territoriales. Ce syndicat éclate en 2013 et, conformément aux prescriptions de la loi de réforme des collectivités territoriales du 16 décembre 2010, qui a prévu le renforcement et la simplification des intercommunalités et la constitution de structures intercommunales de grande taille, dix de ses quatorze communes, dont Cordon, forment le 1er janvier 2013 la communauté de communes Pays du Mont-Blanc

### Liste des maires
| Période                                  | Période | Identité          | Étiquette | Qualité |
| ---------------------------------------- | ------- | ----------------- | --------- | ------- |
| Les données manquantes sont à compléter. |         |                   |           |         |
| vers 1726                                |         | Nicolas Delezaive |           | syndic  |

| Période                                  | Période                        | Identité                        | Étiquette | Qualité                                                              |
| ---------------------------------------- | ------------------------------ | ------------------------------- | --------- | -------------------------------------------------------------------- |
| Les données manquantes sont à compléter. |                                |                                 |           |                                                                      |
|                                          |                                |                                 |           |                                                                      |
| vers 1815                                |                                | Jean Marie Pugnat               |           |                                                                      |
|                                          |                                |                                 |           |                                                                      |
| 1861                                     | 1867                           | Marin Joseph Petit-Jean-Genaz   |           | Mort en fonction                                                     |
| 1867                                     | 1867                           | François Bottollier-Vevaz       |           | intérim                                                              |
| 1867                                     | 1870                           | Joseph Bottollier-Curtet        |           |                                                                      |
| 1870                                     | 1873                           | Jean Marin Pugnat               |           |                                                                      |
| 1873                                     | 1876                           | Joseph Marie Baz                |           |                                                                      |
| 1876                                     | 1883                           | Marin François Pugnat           |           |                                                                      |
| 1884                                     | 1888                           | François Marie Bottollier-Vevaz |           |                                                                      |
| 1888                                     | 1889                           | Isidore Baz                     |           |                                                                      |
| 1889                                     | 1892                           | François Marie Bottollier-Vevaz |           |                                                                      |
| 1892                                     | 1896                           | Joseph Pugnat                   |           |                                                                      |
| 1896                                     | 1919                           | François Bottollier-Vevaz       |           |                                                                      |
| 1920                                     | 1929                           | Luc Joseph Petit-Jean-Genaz     |           |                                                                      |
| 1930                                     | 1934                           | Joseph Pugnat (Mariennon)       |           |                                                                      |
| 1934                                     | 1942                           | Alfred Baz                      |           |                                                                      |
| 1942                                     | 1944                           | Luc Petit-Jean-Genaz            |           |                                                                      |
| 1944                                     | 1947                           | Hippolyte Pugnat                |           |                                                                      |
| 1947                                     | 1950                           | Luc Petit-Jean-Genaz            |           |                                                                      |
| 1950                                     | 1953                           | Hippolyte Pugnat                |           |                                                                      |
| 1953                                     | 1975                           | Alcide Pugnat                   |           |                                                                      |
| 1975                                     | 1980                           | Jean Bottollier-Dépois          |           |                                                                      |
| 1980                                     | 1984                           | Jean Gerola                     |           |                                                                      |
| 1984                                     | 1995                           | Paul Callens                    |           | Fondateur du Furet du Nord                                           |
| 1995                                     | 2001                           | Maurice Pugnat                  |           |                                                                      |
| mars 2001                                | mai 2020                       | Serge Paget                     |           |                                                                      |
| mai 2020,                                | août 2023                      | Jacques Zirnhelt                |           | Ancien pharmacien à Sallanches, Magland puis Combloux Démissionnaire |
| septembre 2023                           | En cours (au 30 novembre 2023) | François Paris                  |           | Profession libérale                                                  |

## Population et société
Ses habitants sont les Cordonnantes et les Cordonnants.

### Démographie
L'évolution du nombre d'habitants est connue à travers les recensements de la population effectués dans la commune depuis 1793. Pour les communes de moins de 10 000 habitants, une enquête de recensement portant sur toute la population est réalisée tous les cinq ans, les populations de référence des années intermédiaires étant quant à elles estimées par interpolation ou extrapolation. Pour la commune, le premier recensement exhaustif entrant dans le cadre du nouveau dispositif a été réalisé en 2004.

En 2022, la commune comptait 984 habitants, en évolution de +1,65 % par rapport à 2016 (Haute-Savoie : +6,01 %, France hors Mayotte : +2,11 %).
| 1793 | 1800 | 1806 | 1822 | 1838 | 1848 | 1858 | 1861 | 1866 |
| ---- | ---- | ---- | ---- | ---- | ---- | ---- | ---- | ---- |
| 542  | 745  | 758  | 847  | 950  | 992  | 726  | 705  | 699  |

| 1872 | 1876 | 1881 | 1886 | 1891 | 1896 | 1901 | 1906 | 1911 |
| ---- | ---- | ---- | ---- | ---- | ---- | ---- | ---- | ---- |
| 679  | 693  | 699  | 704  | 702  | 708  | 686  | 685  | 700  |

| 1921 | 1926 | 1931 | 1936 | 1946 | 1954 | 1962 | 1968 | 1975 |
| ---- | ---- | ---- | ---- | ---- | ---- | ---- | ---- | ---- |
| 591  | 569  | 554  | 571  | 527  | 490  | 510  | 581  | 629  |

| 1982 | 1990 | 1999 | 2004 | 2006 | 2009 | 2014 | 2019 | 2022 |
| ---- | ---- | ---- | ---- | ---- | ---- | ---- | ---- | ---- |
| 701  | 766  | 881  | 983  | 986  | 995  | 985  | 984  | 984  |

### Manifestations culturelles et festivités
Plusieurs événements sont organisés tout au long de l'année :
- le 27 juin, illumination des sommets pour la fête de la Saint-Jean ;
- le Festival du Baroque au pays du Mont Blanc organisé durant la première quinzaine de juillet, et ce, depuis 1998. Il est axé sur la découverte de sites architecturaux du pays du Mont-Blanc, sur des manifestations musicales et culturelles telles que récitals de chants, concerts, et conférences sur l’art baroque...) ;
- la fête patronale le 15 août ;
- la fête du pain le premier dimanche de septembre ;
- les soirées potée ou farcement ;
- des activités en été et en hiver proposées par l'office du tourisme.

### Médias

#### Radios et télévisions
La commune est couverte par des antennes locales de radios dont France Bleu Pays de Savoie, ODS Radio, Radio Mont-Blanc, La Radio Plus ou encore Radio Giffre… Enfin, la chaîne de télévision locale TV8 Mont-Blanc diffuse des émissions sur les pays de Savoie. Régulièrement l'émission La Place du village expose la vie locale. France 3 et sa station régionale France 3 Alpes, peuvent parfois relater les faits de vie de la commune.

#### Presse et magazines
La presse écrite locale est représentée par des titres comme Le Dauphiné libéré, L'Essor savoyard, Le Messager - édition Faucigny, le Courrier savoyard, ou l'édition locale Le Faucigny.

## Économie
- Tourisme d'été et d'hiver.
- Station de sports d'hiver de Cordon, reliée au domaine skiable des Portes du Mont-Blanc.
- Artisanat.
- Agriculture.
- Marché de Sallanches (4 km), tous les samedis matin.

## Culture locale et patrimoine

### Lieux et monuments
- Borne frontière (Antiquité),  Classé MH (1971).
- L’église Notre-Dame-de-l'Assomption (XVIIIe siècle), sous la conduite d'un architecte italien JP Mattolo[24],  Classé MH (2004).

L’extérieur est sobre, comme le préconisait l'Église catholique à l'époque. L'intérieur est magnifique avec un retable et des peintures baroques. Des décors peints et fresques sont dus à un peintre suisse Joseph Léonard Isler (v 1759 - 1837 ; originaire d'Argovie), travaux réalisés entre 1785 et 1787.
- Château de Sallanches (XIIe siècle), dit aussi de Cordon, siège d'une châtellenie, il prend le nom de château de Bourbonge(s), au XVe siècle. Disparu, il ne reste que le toponyme « Château »[25].

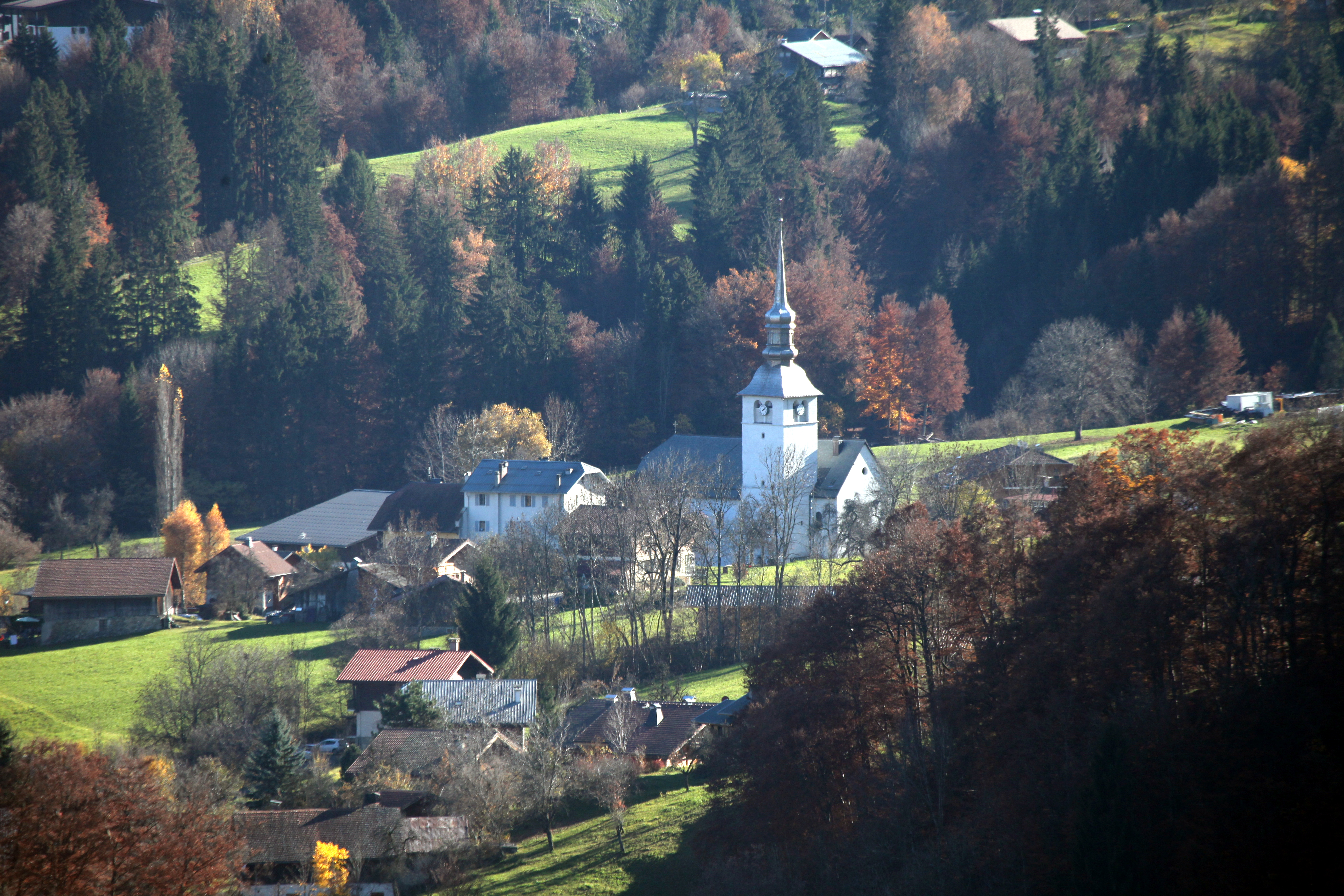
Église de Cordon.
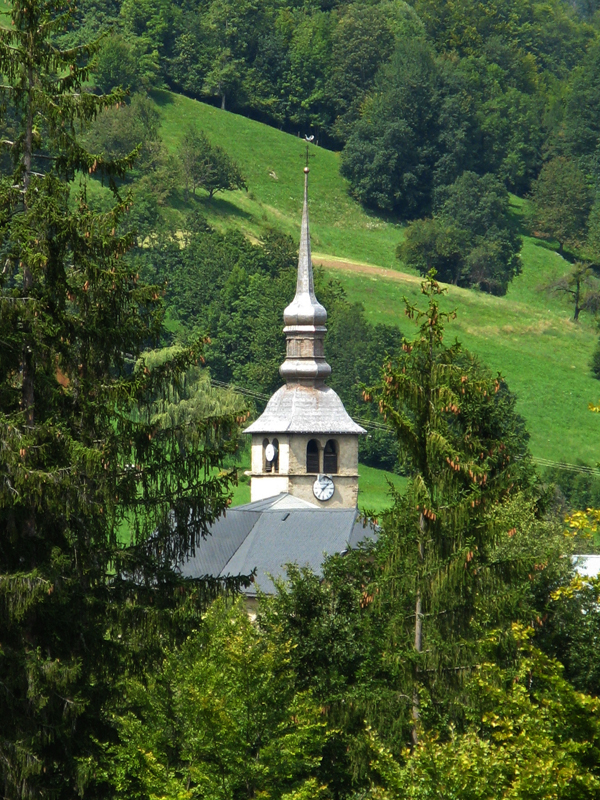
Clocher de l'église.
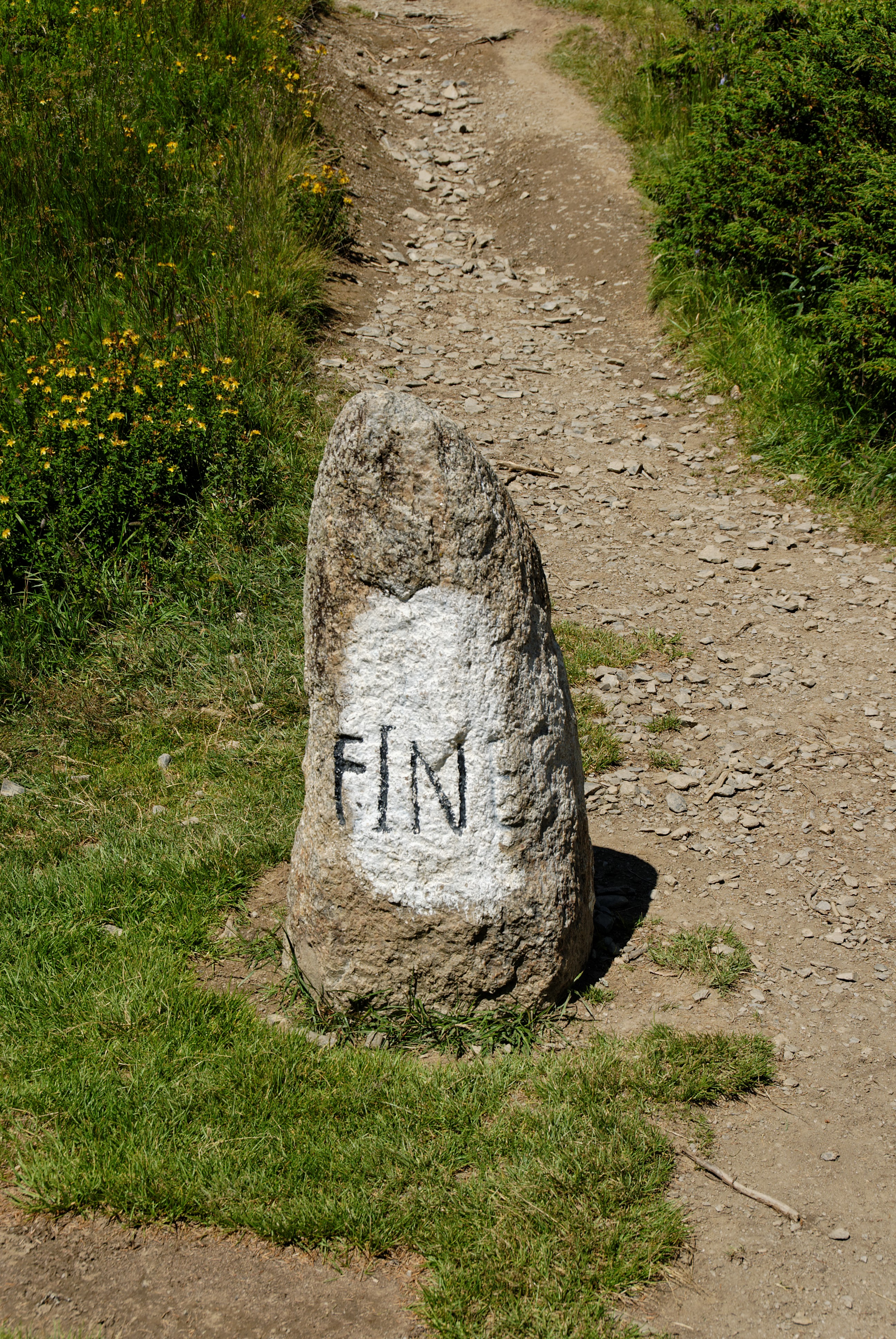
Borne frontière.
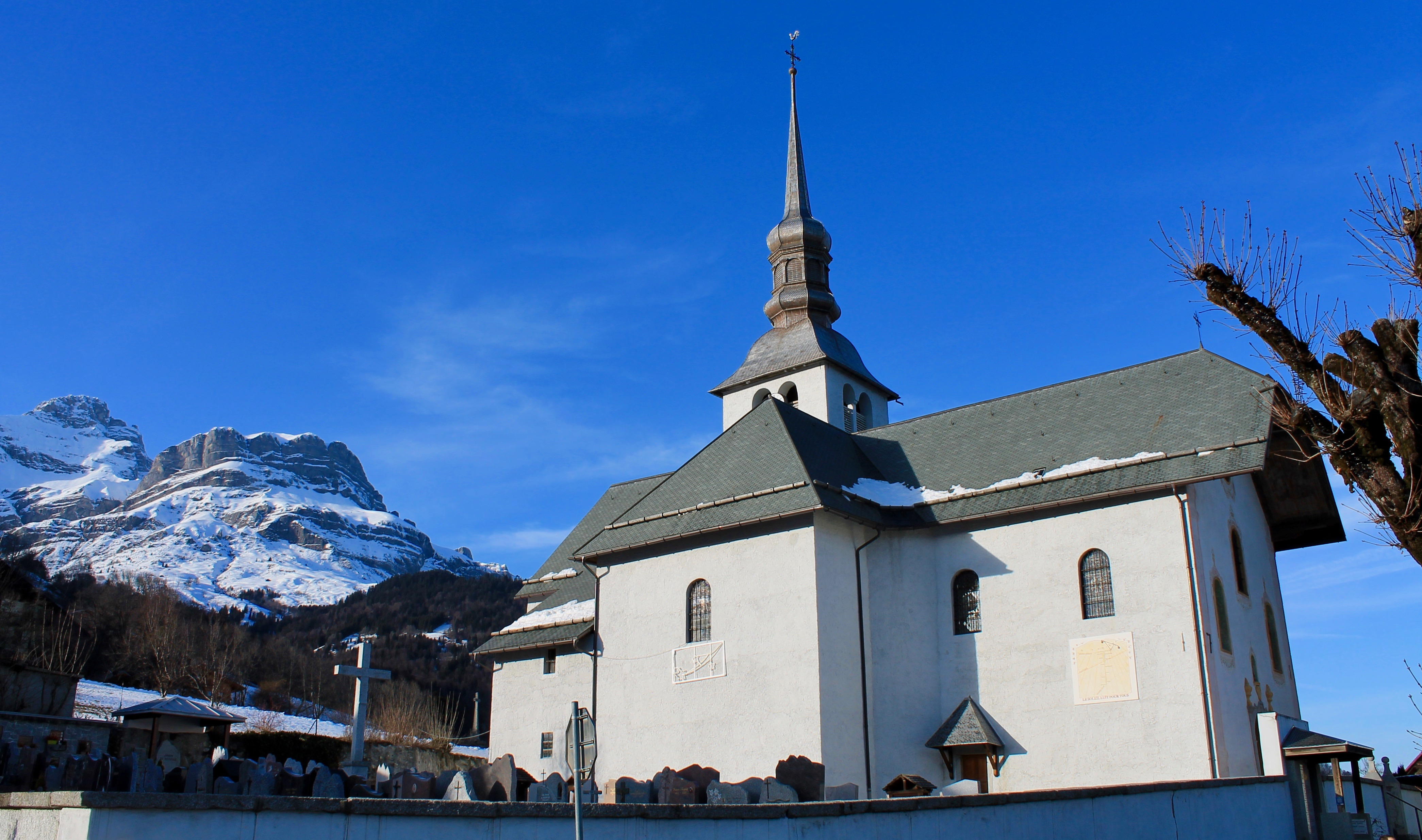
Pointe Percée, Quatre-Têtes depuis l'église.

### Sobriquet des habitants
Les Cordonnants ont pour surnom les Copa-Cave ou Kopa kava, ou les coupe-queue, au cours du XIXe siècle-début du XXe siècle.

### Personnalités liées à la commune
- Brigitte Bardot (1934- ), actrice, mannequin, danseuse, chanteuse, militante des droits des animaux et écrivaine française, y a passé son voyage de noces et s'y est rendue plusieurs années de suite[27].
- Henry Fournier-Foch (1912-2006), petit-fils du maréchal Foch et lui-même militaire, y est décédé.
- Comte Bernard Le Grelle, né en 1948, journaliste d'investigation belge, lobbyiste et conseiller politique, réside et s’est marié à Cordon[réf. nécessaire].

### Cordon dans les arts et la culture
Des films ou téléfilms ont été tournés sur la commune :
- La scène finale de Tatie Danielle (1990) a été tournée au Refuge, sur les pistes skiable[28].
- Des scènes du téléfilm Le Voyage de monsieur Perrichon (2014) ont été tournées sur la commune et sur Chamonix[29].
- Le film Monsieur le Maire, sorti en novembre 2023, se déroule et a été tourné à Cordon[30]
- Le téléfilm Un crime oublié, tourné en partie au-dessus de Cordon avec Corinne Touzet, début 2012.